# 三九秘宿
三九秘宿(さんくのひしゅく)とは、宿曜経に述べられ、宿曜道で用いられている占いの技法のひとつ。
まず、生まれた時に月がどの二十七宿にあったかによって、
本命宿（その人物の守護星としての二十七宿）を決め、
その位置関係によって、日の吉凶や他人との相性などを見るというもの。
西洋占星術におけるアスペクトに似た概念であるが、現代インド占星術ではほとんど廃れてしまい、宿曜道にのみ残る占いである。